# Pianosonate nr. 16 (Mozart)
Pianosonate nr. 16 in C majeur, KV 545, is een pianosonate van Wolfgang Amadeus Mozart. Het stuk duurt ongeveer 14 minuten en heeft "Sonata facile" of "Sonata semplice" als bijnaam.

## Onderdelen
De sonate bestaat uit drie delen:
- I Allegro
- I Andante
- III Rondo

### Allegro
Dit is het eerste deel van de sonate. Het stuk met een 4/4-maat heeft een sonatevorm en begint in C majeur. Het tweede thema staat in G majeur. Na de herhaling van de expositie begint de doorwerking in g mineur, waarna het stuk naar verscheidene toonsoorten moduleert. De reprise begint in F majeur.

### Andante
Dit is het tweede deel van de sonate. Het stuk begint in G majeur en moduleert in het midden van het stuk naar g mineur en Bes majeur.

### Rondo
Dit is het derde en laatste deel van de sonate. Het stuk heeft een rondovorm en staat in C majeur.